# Le Boullay-les-Deux-Églises
Le Boullay-les-Deux-Églises är en kommun i departementet Eure-et-Loir i regionen Centre-Val de Loire strax norr om centrala Frankrike. Kommunen ligger i kantonen Châteauneuf-en-Thymerais som tillhör arrondissementet Dreux. År 2022 hade Le Boullay-les-Deux-Églises 250 invånare.

## Befolkningsutveckling
Antalet invånare i kommunen Le Boullay-les-Deux-Églises
Referens:INSEE